# 哈密頓原理

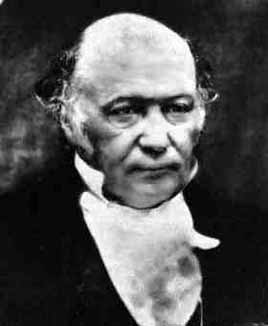
威廉·哈密顿

在物理學裏，哈密頓原理（英語：Hamilton's principle）是愛爾蘭物理學家威廉·哈密頓於1833年發表的關於平穩作用量原理的表述。哈密頓原理闡明，一個物理系統的拉格朗日函數，所構成的泛函的變分問題解答，可以表達這物理系統的動力行為。拉格朗日函數又稱為拉格朗日量，包含了這物理系統所有的物理內涵。這泛函稱為作用量。哈密頓原理提供了一種新的方法來表述物理系統的運動。不同於牛頓運動定律的微分方程式方法，這方法以積分方程式來設定系統的作用量，在作用量平穩的要求下，使用變分法來計算整個系統的運動方程式。
雖然哈密頓原理本來是用來表述經典力學，這原理也可以應用於經典場，像電磁場或重力場，甚至可以延伸至量子場論等等。

## 概念
微分方程式時常被用來表述物理定律。微分方程式指定出，隨著極小的時間、位置、或其他變數的變化，一個物理變數如何改變。總合這些極小的改變，又加上已知這變數在某一點的數值或導數值，就能求得物理變數在任何點的數值。
哈密頓原理用積分方程式來表述物理系統的運動。我們只需要設定系統在兩個點的狀態，叫做最初狀態與最終狀態。然後，經過求解系統作用量的平穩值，我們可以得到系統在，兩個點之間，其他點的狀態。不但是關於經典力學中的一個單獨粒子，而且也關於經典場像電磁場與萬有引力場，這表述都是正確的。更值得一提的是，現今，哈密頓原理已經延伸至量子力學與量子場論了。
用變分法數學語言來表述，求解一個物理系統作用量的平穩值（通常是最小值），可以得到這系統隨時間的演變（就是說，系統怎樣從一個狀態演變到另外一個狀態）。更廣義地，系統的正確演變對於任何微擾必須是平穩的。這要求導致出描述正確演變的微分方程式。

## 定義
哈密頓原理闡明，一個物理系統的拉格朗日函數{\displaystyle L\,}所構成的作用量泛函{\displaystyle {\mathcal {S}}\,}，其平穩值是這物理系統的真實演化。
以數學方程式表示，定義作用量為 
{\displaystyle {\mathcal {S}}\ {\stackrel {\mathrm {def} }{=}}\ \int _{t_{1}}^{t_{2}}L(\mathbf {q} ,{\dot {\mathbf {q} }},t)\,dt\,}；
其中，{\displaystyle L(\mathbf {q} ,{\dot {\mathbf {q} }},t)\,}是系統的拉格朗日函數，廣義坐標{\displaystyle \mathbf {q} =\left(q_{1},q_{2},\ldots ,q_{N}\right)\,}是時間{\displaystyle t\,}的函數，{\displaystyle t_{1}\,}和{\displaystyle t_{2}\,}分別為初始時間和終結時間。
假若，作用量的一次變分{\displaystyle \delta {\mathcal {S}}=0\,}，作用量{\displaystyle {\mathcal {S}}\,}為平穩值，則{\displaystyle \mathbf {q} (t)\,}正確地描述這系統的真實演化。:2

## 拉格朗日方程式導引
從哈密頓原理可以推導出拉格朗日方程式。假設{\displaystyle \mathbf {q} (t)\,}是系統的正確運動，微擾函數{\displaystyle {\boldsymbol {\varepsilon }}(t)\,}為一個虛位移{\displaystyle \delta \mathbf {q} \,}，虛位移在軌道的兩個端點的值是零：
{\displaystyle {\boldsymbol {\varepsilon }}(t_{1})={\boldsymbol {\varepsilon }}(t_{2})\ {\stackrel {\mathrm {def} }{=}}\ 0\,}。
取至{\displaystyle {\boldsymbol {\varepsilon }}(t)\,}的一階微擾，作用量泛函的一次變分為
{\displaystyle \delta {\mathcal {S}}=\int _{t_{1}}^{t_{2}}\;\left[L(\mathbf {q} +{\boldsymbol {\varepsilon }},{\dot {\mathbf {q} }}+{\dot {\boldsymbol {\varepsilon }}},t)-L(\mathbf {q} ,{\dot {\mathbf {q} }},t)\right]dt=\int _{t_{1}}^{t_{2}}\;\left({\boldsymbol {\varepsilon }}\cdot {\frac {\partial L}{\partial \mathbf {q} }}+{\dot {\boldsymbol {\varepsilon }}}\cdot {\frac {\partial L}{\partial {\dot {\mathbf {q} }}}}\right)\,dt\,}。
這裏，我們將拉格朗日量{\displaystyle L\,}展開至{\displaystyle {\boldsymbol {\varepsilon }}(t)\,}的一階微擾。
應用分部積分法於最右邊項目：
{\displaystyle \delta {\mathcal {S}}=\left[{\boldsymbol {\varepsilon }}\cdot {\frac {\partial L}{\partial {\dot {\mathbf {q} }}}}\right]_{t_{1}}^{t_{2}}+\int _{t_{1}}^{t_{2}}\;\left({\boldsymbol {\varepsilon }}\cdot {\frac {\partial L}{\partial \mathbf {q} }}-{\boldsymbol {\varepsilon }}\cdot {\frac {d}{dt}}{\frac {\partial L}{\partial {\dot {\mathbf {q} }}}}\right)\,dt}。
邊界條件{\displaystyle {\boldsymbol {\varepsilon }}(t_{1})={\boldsymbol {\varepsilon }}(t_{2})\ {\stackrel {\mathrm {def} }{=}}\ 0\,}使第一個項目歸零：
{\displaystyle \delta {\mathcal {S}}=\int _{t_{1}}^{t_{2}}\;{\boldsymbol {\varepsilon }}\cdot \left({\frac {\partial L}{\partial \mathbf {q} }}-{\frac {d}{dt}}{\frac {\partial L}{\partial {\dot {\mathbf {q} }}}}\right)\,dt\,}。
作用量泛函{\displaystyle {\mathcal {S}}\,}平穩的要求意味著，對於正確運動的任意微擾{\displaystyle {\boldsymbol {\varepsilon }}(t)\,}，一次變分{\displaystyle \delta {\mathcal {S}}\,}必須等於零：
{\displaystyle \delta {\mathcal {S}}=\int _{t_{1}}^{t_{2}}\;{\boldsymbol {\varepsilon }}\cdot \left({\frac {\partial L}{\partial \mathbf {q} }}-{\frac {d}{dt}}{\frac {\partial L}{\partial {\dot {\mathbf {q} }}}}\right)\,dt=0\,}。
特別注意，我們沒有對廣義坐標{\displaystyle \mathbf {q} \,}做任何要求。在這裏，我們要求所有的廣義坐標都互不相依；也就是說，這系統是完整系統。這樣，我們可以應用變分法基本引理而得到拉格朗日方程式：
{\displaystyle {\frac {\partial L}{\partial \mathbf {q} }}-{\frac {d}{dt}}{\frac {\partial L}{\partial {\dot {\mathbf {q} }}}}=\mathbf {0} \,}。
在各個物理學領域，拉格朗日方程式都被認為是非常重要的方程式，能夠用來精確地理論分析許多物理系統。:2-3

## 參閱
- 變分法
- 拉格朗日力學
- 哈密頓力學
- 諾特定理
- 作用量